# 柳承辰
柳 承辰（ユ・スンジン、유승진、1969年1月20日 - ）は韓国、大邱市出身の男子ホッケー選手・ホッケー指導者。

## 来歴
高校時代より韓国代表で活躍し、1986年アジア競技大会での優勝に貢献、1988年ソウルオリンピック（10位）、1996年アトランタオリンピック（5位）韓国代表として出場。
中京大学大学院修了後、1991年からホッケー日本リーグの表示灯男子ホッケー部（現在の名古屋フラーテルホッケーチーム）で選手として活躍。1996年には同チーム監督を務めた。
更に1996年から2001年までホッケー男子日本代表コーチ、2006年から2007年まで天理大学女子ホッケー部（天理大学ベアーズ）監督、2006年からホッケー女子日本代表ヘッドコーチ、
2008年からはホッケー日本リーグ女子のコカ・コーラウエストレッドスパークス（現・コカ・コーラレッドスパークス）監督を務めている。2011年に同年現在でアジアで10人弱しかいない国際ホッケー連盟公認コーチライセンスを取得した。
2014年10月、仁川アジア大会などの成績不振を理由に女子チームの代表監督を解任された。2015年2月13日、解任は不当なものとして、ホッケー協会を相手取って解任処分の取り消しを日本スポーツ仲裁機構に訴えた。5月7日、仲裁機構は解任について「理事会の承認を経ておらず、手続き上問題があった」として取り消しを認めた。15日、協会があらためて理事会において解任を決定。これを受け、「解任理由が不当である」としてふたたび解任処分の取り消しを求めたが、仲裁機構は協会の裁量権を認め、申し立てを棄却した。